# Hana Sheha
Hana Shiha (El Cairo, 25 de diciembre de 1979) es una actriz de cine y televisión egipcia. Hana se graduó en la Academia de Artes de Egipto, especializándose en actuación y dirección. Inició su carrera como actriz en la popular serie El Bar el Gharbi en 2002 cuando todavía estaba cursando sus estudios.

## Biografía

### Inicios
Hana Ahmed Shiha nació el 25 de diciembre de 1979 en El Cairo, en el seno de una familia artística de cuatro hermanas, Hala Shiha, Maya Shiha y Rasha Shiha. Persiguiendo su pasión por las historias, el cine y la actuación, al inscribirse en la academia de artes, Hana obtuvo una licenciatura del instituto superior de artes dramáticas, con especialización en actuación y dirección. A los 20 años consiguió un papel en la serie de televisión el bar el Gharbi en 2002. Esa aparición le valió más ofertas de cine y televisión, incluida una participación en la película de Khaled el Hagar Hob al Banat (2003), un papel en la serie Mubara Zawgeya de Enam Mohamed Ali (2004) y un papel principal en la película debut de Sameh Abdel Aziz Dars Khosuosy (2005).

### Reconocimiento
Su actuación en la serie Yetraba fe ezzo (2007) le valió el reconocimiento a nivel nacional. En 2011 protagonizó la serie Sharea Abdel Aziz (2011), un éxito nacional, seguida de la serie Taref Talet (2012), dirigida por Mohamed Bakir.
Protagonizó junto a Eyad Nassar la exitosa serie Moga Harra de Mohamed Yassin en 2013, interpretando un papel muy atrevido que cambió la imagen de la joven actriz, de una niña inocente a una mujer sexy y atrevida. Otro punto alto en su carrera ocurrió en la serie de Khaled Marei El Sabaa Wassaya en 2014, un éxito contundente en el país africano. Ese mismo año protagonizó la película Before the Spring, bajo la dirección de Ahmed Atef, interpretando a una activista política que lucha por los derechos electorales y la libertad de expresión en el marco de la revolución egipcia de 2011.

### Actualidad
En 2015 Hana protagonizó la serie épica egipcia El Adh: El Kalam el Mubah, interpretando a Segag, una joven que mató y derrocó a toda su familia e hizo un pacto con el diablo para convertirse en gobernante. Mohamed Khan, director de cine aclamado internacionalmente, la eligió para protagonizar su nuevo largometraje, Abl Zahmet el Seif, conocida a nivel internacional como Before the Summer Crowds.

## Filmografía seleccionada
| Año  | Título                     | Papel                    |
| ---- | -------------------------- | ------------------------ |
| 2004 | Hob El-Banat               | Ro'aya Mustafa Abu Hagar |
| 2005 | Dars Khosousy              | Gamila                   |
| 2007 | Yetraba Fe Ezzo            | -                        |
| 2007 | 7th st, of Happiness       | -                        |
| 2008 | Days of Love and Thunder   |                          |
| 2010 | Musharaffa                 | Dawlat                   |
| 2011 | Sharea Abdel Aziz          | Lobna                    |
| 2012 | Taraf Talet                | Gigi                     |
| 2013 | Moga Harra                 | Noussa                   |
| 2014 | Before The Spring          | Sara                     |
| 2014 | El saba3 Wasaya            | Em.Em                    |
| 2015 | El Ahd : El kalam El Mobah | Segag                    |
| 2015 | El Beyut Asrar             | Walaa                    |
| 2015 | Before the Summer Crowds   | Sara                     |